# Lee Sedol
Lee Sedol (hangul: 이세돌; nascido em 2 de março de 1983), ou Lee Se-dol, é um ex-jogador profissional de Go sul-coreano de nível 9 dan. Em fevereiro de 2016, ele ocupava o segundo lugar em títulos internacionais (18), atrás apenas de Lee Chang-ho (21). Seu apelido é "A Pedra Forte" ("Ssen-dol"). Em março de 2016, ele jogou uma série notável de partidas contra o programa AlphaGo que terminou com Lee perdendo por 1–4.
Lee anunciou sua aposentadoria do jogo profissional em novembro de 2019, afirmando que nunca poderia ser o melhor jogador geral de Go devido ao crescente domínio da inteligência artificial (IA), que ele chamou de "uma entidade que não pode ser derrotada". Lee compartilhou em uma entrevista de 2024, "perder para a IA, de certa forma, significou que meu mundo inteiro estava entrando em colapso. ... Eu não conseguia mais aproveitar o jogo. Então me aposentei."

## Biografia
Lee nasceu na Coreia do Sul em 1983. Ele é conhecido como 'Bigeumdo Boy' porque nasceu e cresceu na Ilha Bigeumdo. Ele estudou na Associação Coreana de Baduk. Ele é o quinto mais jovem (12 anos e 4 meses) a se tornar um jogador profissional de Go na história da Coreia do Sul, atrás de Cho Hun-hyun (9 anos e 7 meses), Lee Chang-ho (11 anos e 1 mês), Cho Hye-yeon (11 anos e 10 meses) e Choi Cheol-han (12 anos e 2 meses).
Ele ocupa o segundo lugar em títulos internacionais (18), atrás apenas de Lee Chang-ho (21). Apesar disso, ele descreve sua jogada de abertura como "muito fraca". Em fevereiro de 2013, Lee anunciou que planejava se aposentar dentro de três anos e se mudar para os EUA para promover Go. Ele joga em Tygem como "gjopok".
Ele é casado com Kim Hyun-jin e tem uma filha, Lee Hye-rim. Seu irmão mais velho, Lee Sang-hoon, também é um jogador profissional de Go de 9 dan.